# Por ley
Por ley è un singolo del rapper portoricano Anuel AA, pubblicato il 23 maggio 2019.

## Tracce
1. Por ley – 3:18